# Retipenna dasyphlebia
Retipenna dasyphlebia är en insektsart som först beskrevs av Mclachlan 1894.  Retipenna dasyphlebia ingår i släktet Retipenna och familjen guldögonsländor. Inga underarter finns listade i Catalogue of Life.